# Lux Records
Lux Records é uma editora discográfica portuguesa, fundada em Coimbra, em 1995, com a edição a surgir no ano seguinte. Mantém actividade regular, nomeadamente através do lançamento de discos em vinil e CD, assim como alguns livros e DVDs.
Entre outros grupos e artistas, tem no seu catálogo Belle Chase Hotel, Tédio Boys, Mão Morta, d3o, Sean Riley & The Slowriders, x-wife, The Legendary Tigerman, Wraygunn, The Twist Connection, Bunnyranch, Ghost Hunt, d3o, From Atomic, Birds Are Indie, Dean Wareham, Selma Uamusse, The Parkinsons, Wipeout Beat, The Dirty Coal Train, Eigreen e Victor Torpedo.
Rui Ferreira é o mentor da Lux Records, sendo também dono da loja de discos conimbricense Lucky Lux e radialista na Rádio Universidade de Coimbra, onde realiza o programa Cover de Bruxelas. Paralelamente, organiza o ciclo de concertos A Date With Lux em parceria com a Blue House e o Teatro Académico de Gil Vicente, onde já incluiu, por exemplo, Adolfo Luxúria Canibal + Marta Abreu, Surma, Spicy Noodles, Bloom (JP Simões) e The Monochrome Set. A editora também produz o Festival Lux Interior, cuja primeira edição aconteceu em 2017 e que, ao longo dos anos, já contou com nomes como Luna, António Olaio & João Taborda, Sensible Soccers, Clã, Ruby Ann & The Boppin' Boozers e Club Makumba, entre muitos outros.